# وينستون نوبل
وينستون نوبل (بالإنجليزية: Winston Noble)‏ هو سياسي أسترالي، ولد في 30 أغسطس 1911 في بريزبان في أستراليا، وتوفي في 28 مارس 1964 في Mooloolaba ‏ في أستراليا. نشط حزبياً في Queensland Liberal Party ‏. في 1950 Queensland state election ‏، انتخب عضو المجلس التشريعي ولاية كوينزلاند عن دائرة Electoral district of Yeronga ‏ (29 أبريل 1950 – 28 مارس 1964).